# Longari
Longari (en rus: Лонгари) és un poble de l'óblast de Sakhalín, a Rússia, el 2013 tenia una població de 0 habitants.